# Lydia Biondi
Lydia Biondi (Livorno, 3 febbraio 1941 – Roma, 14 giugno 2016) è stata un'attrice italiana.

## Biografia
Lydia Biondi, spesso accreditata come Lidia Biondi, nasce a Livorno, dove, all’età di dieci anni, inizia a studiare danza classica e in seguito si avvicina al mondo teatrale attraverso il Centro artistico "Il grattacielo". Conclusi gli studi superiori, prosegue la sua carriera di danzatrice a Firenze, alla scuola di Daria Collins, e intanto si diploma anche in Disegno e storia dell'arte all'Accademia di belle arti di Lucca. Si scrive all'Accademia di belle arti di Firenze, dove studia scenografia e costume, ma interrompe al terzo anno, per iniziare la carriera teatrale come danzatrice classica. Negli anni sessanta si trasferisce a Roma, dove frequenta con borsa di studio il Centro sperimentale di cinematografia.
Sempre negli anni sessanta partecipa alla sperimentazione delle avanguardie teatrali romane, lavorando con Giancarlo Celli, Simone Carella e Giorgio Marini della compagnia Dioniso Teatro e con Sylvano Bussotti, Domenico Guaccero e Alvin Curran di Nuova Consonanza. Nel 1968 incontra Bernhard De Vries, giovane leader del movimento I Provos, legato alla contestazione giovanile olandese, dal quale ha un figlio. Nel 1969 inizia a studiare con il mimo svizzero Roy Bosier, noto per la tecnica mimica secondo il metodo di Étienne Decroux, che inizia ad insegnare presso l'Istituto Studi dello Spettacolo Teatro Studio, da lei fondato nel 1963, assieme a Claudio Triscoli. Nel 1970, assieme ad altri allievi di Bosier, dà vita alla compagnia di mimo I gesti.
Riscopre la tradizione della Commedia dell'arte e affianca alla sua carriera di attrice e di danzatrice quella di insegnante di recitazione e di movimento. Fonda nel 1979 la prima scuola di mimo a Roma, la MTM – MimoTeatroMovimento che, avvalendosi della collaborazione esterna di Roy Bosier, dà vita a laboratori di mimo, di clown oltre a produzioni teatrali, cui Lydia Biondi prende parte come attrice.
Con l'associazione MTM, Lydia porta a Roma i corsi di Commedia dell'arte di Carlo Boso e di maschere di Stefano Perocco, da cui prenderanno vita spettacoli, portati in tournée e da cui, anni dopo, nasceranno varie attività teatrali. In questi corsi, ripetuti negli anni, si formarono i fondatori della associazione SAT, che nel 2005 fonderanno l'Archivio video incommedia.it e nel 2010 si vedranno accreditati dall'UNESCO, come ONG consulente, nel campo del Patrimonio immateriale dell'umanità, per le loro attività di gestione della tradizione della Commedia dell'Arte.
Fonda, con Antonio Calenda, Jinny Gazzolo e Piera Degli Esposti il Teatro 101, primo teatro off romano. Nel 1981 viene scritturata dalla compagnia dei Mummenschanz e con loro compie una lunga tournée in vari paesi. Rientrata in Italia nel 1985, unisce l'Associazione MTM a quella di Roy Bosier e dà vita al Teatro Studio-MTM e svolge una attività di laboratorio della recitazione e delle tecniche di movimento.
Collabora con registi, in qualità di coreografa, per la danza e il mimo, nel teatro di prosa e nell'opera lirica. Esordisce nella regia lirica, mettendo in scena nel 1986, per il festival Spoleto Sperimentale, la pièce Treemonisha di Scott Joplin. Come regista teatrale prosegue con spettacoli, tra cui: Il malato immaginario di Molière (Toronto, 1990), I due gemelli Veneziani di Carlo Goldoni (Copenhagen, 1994),Il Cavalier Maramaldo Archiviato il 13 ottobre 2018 in Internet Archive. (Calabria, Teatro per Ragazzi, 1992) e Giovanna la pazza di Anna Carabetta (per l'Estate Romana 1996).
Continua la carriera di attrice nel cinema, nella televisione e in teatro, diretta da registi italiani e stranieri, tra cui Gianni Amelio, Maurizio Nichetti, Giancarlo Cobelli, Spike Lee (Miracolo a Sant'Anna) e Ryan Murphy (Mangia prega ama).
Con Teatro Studio – MTM, conduce laboratori di Teatro e di Commedia dell'Arte negli Stati Uniti d'America, in Colombia, in Canada, nei Paesi Bassi, in Italia, in Francia, a Omsk (Siberia), a Saratov, Ufa e Mosca.
È casting director in film, come Così ridevano e Le chiavi di casa di Gianni Amelio, Anche libero va bene di Kim Rossi Stuart e Il temporale di Gian Vittorio Baldi.
Nel 1996 fonda, attraverso l'associazione Teatro Studio – MTM, la manifestazione Fontanone Estate, rassegna di teatro, Mmusica e danza per l'estate romana, e ne resta direttrice artistica fino al 2008.
Ha ideato rassegne e festival internazionali, tra cui Roma New York A/R, tenutasi a novembre 2008 in vari spazi teatrali romani.
A seguito dell'improvvisa morte di Lydia Biondi, l'Associazione MTM, tornata autonoma nel 2007, e che ora prende il nome di MTM Lydia Biondi, ha deciso di istituire, a partire dal 2017, il Premio Internazionale Lydia Biondi, per promuovere e incoraggiare giovani artisti che si rivolgono alle arti sceniche.

## Filmografia

### Attrice

#### Cinema
- La Terra vista dalla Luna, episodio di Le streghe, regia di Pier Paolo Pasolini (1967)
- La sfinge d'oro, regia di Luigi Scattini (1967)
- Il cobra, regia di Mario Sequi (1967)
- Crónica de nueve meses, regia di Mariano Ozores (1967)
- La morte non conta i dollari, regia di Riccardo Freda (1967)
- Delitto a Posillipo, regia di Renato Parravacini (1967)
- Toby Dammit, episodio di Tre passi nel delirio (Histoires extraordinaires), regia di Federico Fellini (1968)
- Diabolik, regia di Mario Bava (1968)
- Fuoco!, regia di Gian Vittorio Baldi (1968)
- I visionari, regia di Maurizio Ponzi (1968)
- L'amore coniugale, regia di Dacia Maraini (1970)
- Quattro notti di un sognatore, regia di Robert Bresson (1971)
- Una pistola per cento croci, regia di Carlo Croccolo (1971)
- Per amore o per forza, regia di Massimo Franciosa (1971)
- Canterbury proibito, regia di Italo Alfaro (1972)
- Domani, regia di Mimmo Rafele (1974)
- L'ultimo giorno di scuola prima delle vacanze di Natale, regia di Gian Vittorio Baldi (1975)
- Pensione paura, regia di Francesco Barilli (1977)
- Ratataplan, regia di Maurizio Nichetti (1979)
- Il Bi e il Ba, regia di Maurizio Nichetti (1985)
- I ragazzi di via Panisperna, regia di Gianni Amelio (1988)
- Volere volare, regia di Maurizio Nichetti (1990)
- Vietato ai minori, regia di Maurizio Ponzi (1992)
- Volevamo essere gli U2, regia di Andrea Barzini (1992)
- Mille bolle blu, regia di Leone Pompucci (1993)
- Empoli 1921 - Film in rosso e nero, regia di Ennio Marzocchini (1995)
- Il cielo è sempre più blu, regia di Antonello Grimaldi (1996)
- Un inverno freddo freddo, regia di Roberto Cimpanelli (1996)
- A forma di cuore, regia di Marco Speroni (1996)
- Roseanna's Grave, regia di Paul Weiland (1997)
- Cosa c'entra con l'amore, regia di Marco Speroni (1997)
- In principio erano le mutande, regia di Anna Negri (1999)
- Giravolte (Storie romane), regia di Carola Spadoni (2001)
- Se devo essere sincera, regia di Davide Ferrario (2004)
- Casanova, regia di Lasse Hallström (2005)
- Commediasexi, regia di Alessandro D'Alatri (2006)
- Gloss cambiare si può, regia di Valentina Brandolini (2007)
- Miracolo a Sant'Anna (Miracle at St. Anna), regia di Spike Lee (2008)
- I Believe in Miracles, regia di Irish Braschi (2008)
- All Human Rights for All, regia di Antonio Lucifero (2008)
- Letters to Juliet, regia di Gary Winick (2010)
- Figli delle stelle, regia di Lucio Pellegrini (2010)
- Mangia prega ama (Eat Pray Love), regia di Ryan Murphy (2010)
- C'è chi dice no, regia di Giambattista Avellino (2011)
- La patente, regia di Alessandro Palazzi (2011)
- Tre giorni dopo, regia di Daniele Grassetti (2013)
- Sole a catinelle, regia di Gennaro Nunziante (2013)
- Lasciati andare, regia di Francesco Amato (2017) (postumo)

#### Televisione
- La lotta dell'uomo per la sua sopravvivenza, regia di Renzo Rossellini Jr. – Documentario TV in 12 episodi (1967-1969)
- Atti degli apostoli, regia di Roberto Rossellini – Miniserie TV (1969)
- L'inafferrabile Rainer, regia di Victor Vicas – Serie TV (1 episodio, 1979)
- L'uomo difficile, regia di Giancarlo Cobelli – Film TV (1978)
- Delitto in via Teulada, regia di Aldo Lado – Film TV (1980)
- Pronto Emergenza, regia di Marcello Baldi – Serie TV; episodio 1x12 – S.O.S.  Mediterraneo in pericolo (1980)
- L'assedio, regia di Silvio Maestranzi – Miniserie TV (2 episodi, 1980)
- Chile, regia di Silvio Maestranzi – Miniserie Tv (1986)
- Due madri, regia di Tonino Valerii – Film TV (1988)
- Un sonno troppo lungo – Serie TV (1992)
- Papà prende moglie, regia di Nini Salerno – Miniserie TV (1993)
- Compagni di branco, regia di Paolo Poeti – Film TV (1996)
- L'avvocato delle donne, regia di Antonio e Andrea Frazzi – Miniserie TV (1997)
- Il maresciallo Rocca, regia di Giorgio Capitani – Serie TV (episodio episodio 2x02 – Senza perché, 1998)
- Camici bianchi, regia di Fabio Jephcott – Serie TV (2000)
- Il gruppo, regia di Anna Di Francisca – Film TV (2001)
- Il bello delle donne, regia di Maurizio Ponzi – Serie TV - 2-3 stagione (2002-2003)
- La squadra – Serie Tv (episodio 4x19) (2003)
- Tutti i sogni del mondo, regia di Paolo Poeti – Miniserie TV (2003)
- Marcinelle, regia di Antonio e Andrea Frazzi – Film TV (2003)
- Diritto di difesa, regia di Donatella Maiorca – Serie TV (1 episodio, 2004)
- Matilde, regia di Luca Manfredi – Film TV (2005)
- Roma – Serie TV (18 episodi; 2005-2007)
- L'onore e il rispetto, regia di Luigi Perelli – Serie TV (2006)
- Aldo Moro - Il presidente, regia di Gianluca Maria Tavarelli – Miniserie TV (2008)
- Il sangue e la rosa, regia di Salvatore Samperi, Luigi Parisi e Luciano Odorisio – Serie TV (2008)
- R.I.S. 5 - Delitti imperfetti, regia di Fabio Tagliavia - serie TV, episodio 5x18 (2009)
- Piper, regia di Francesco Vicario – Miniserie TV (2009)
- Anna e i cinque, regia di Franco Amurri – Serie TV (1 episodio, 2011)
- SOS Befana, regia di Francesco Vicario – Film TV (2011)
- Viso d'angelo, regia di Eros Puglielli – Miniserie TV (2011)
- L'isola, regia di Alberto Negrin – Serie TV (2012-2013)
- Un caso di coscienza 5, regia di Luigi Perelli – Serie TV (2013)
- Una buona stagione, regia di Gianni Lepre e Fabio Jephcott - Serie TV (2014)
- Il tredicesimo apostolo - La rivelazione, regia di Alexis Sweet - Serie TV (2014)
- Furore, regia di Alessio Inturri - Serie TV (2014)
- Una pallottola nel cuore, regia di Luca Manfredi – Serie TV (1 episodio, 2014)
- Un cuore matto, regia di Luca Manfredi – Serie TV (2015)
- Il bosco, regia di Eros Puglielli – Serie TV (4 episodi, 2015)
- Piccoli segreti, grandi bugie, regia di Fabrizio Costa – Film TV (2016)

### Regista
The Others... and the Others – film documentario (2012)

## Teatro
- Spoleto Controfestival regia di Giancarlo Celli, Spoleto (1967)
- Sogno di una notte di mezza estate di William Shakespeare, regia di Filippo Torriero, Teatro romano di Ostia (1967)
- La dodicesima notte di William Shakespeare, regia Filippo Torriero, Teatro romano di Ostia (1968)
- Assassino nella cattedrale di Thomas Stearns Eliot regia di Franco Enriquez, Teatro Stabile di Catania (1969/1970)
- Le troiane di Euripide, regia di G. De Martino, Teatro Greco di Siracusa (1974)
- Nel mio piccolo non saprei, musical con Renato Rascel (1974/1975)
- Le serve di Jean Genet, regia di Marco Gagliardo (1978)
- Crep di James Purdy, regia di R. Baranes (1987/88)
- Così va il mondo di Congrave, regia di Stelio Fiorenza (1989)
- La camera buia di Tennessee Williams, regia di Riccardo Reim (1989)
- La lunga permanenza interrotta di Tennessee Williams, regia di L. Natoli (1989)
- Clap Trap di Ken Friedman, regia di R. Marafante, Teatro Belli (1990)
- Las Visitas di J. Palant, regia di Riccardo Reim, Teatro Spazio Zero (1991)
- Beatrice Cenci di Franco Cuomo, regia di M. Mongelli, Fondi Festival (1993), Teatro Il Politecnico (1994)
- Zvanì di Riccardo Reim sulla vita di Pascoli, regia di Riccardo Reim (1995)
- Solo per amore di Dryen, regia di Riccardo Reim (1996)
- Le muse orfane di Michel Marc Bouchard, regia di Gianfranco Calligarich (1996)
- Al bagno turco di Nell Dunn, regia di M. Fallucchi, Teatro Colosseo (1996-1997)
- Drummers di Simon, regia M. Cotugno, rassegna di nuova drammaturgia Inglese, Teatro Colosseo (2000)
- Anatomia della morte di..., regia di M. Cotugno, Teatro di Roma (2000)
- Il topo rode le sillabe, letture di favole inedite di Andrea Camilleri, regia di Maria Luisa Bigai, Fontanonestate (2000)
- La bella verità di Carlo Goldoni, regia di Enzo Aronica, Fontanonestate (1993-2001)
- Desiderio, regia di C. Carafoli (2001)
- East is East di Ayub Khan-Din, regia di Riccardo Reim, Rassegna Drammaturgia Inglese: TREND, Teatro Belli (2002)
- Misdirected di J. Borini, regia di Maria Luisa Bigai, Fontanonestate (2001)
- L'ultima notte di Salomè di Emanuele Vacchetto, regia di Maria Luisa Bigai; ripresa Teatro dell'Orologio (2002/2003)
- Bread di Margaret Hunt, regia di Maria Luisa Bigai, Teatro dell’Orologio (2005)
- Sorelle di Emanuele Vacchetto, Fontanonestate ed Effetto Venezia Livorno (2005)
- I luoghi della memoria a cura di Paolo Castagna (5 edizioni 1999-2005)
- L'appartamento è occupato! (Le Squat), di Jean Marie Chevret, regia di Maurizio Panici, Borgio Verezzi (2007)
- Donna allo specchio di L. Robertson, regia di Paolo Castagna (Effetto Venezia, Livorno 2007)
- Finale di partita di Samuel Beckett, regia di F. Boselli (2007)
- Il pranzo di Babette di Karen Blixen, regia di Riccardo Cavallo, Teatro Vittoria (2010)
- Penelope in Groznyi di Marco Calvani, Festival di Teatro Berlino (2009)
- Sola in casa di Dino Buzzati, regia di Giovanni Morassutti (Cherry Lane Theatre, 2012)
- Giù la maschera, spettacolo a cura di Paola Sarcina per la Giornata Internazionale del Teatro, produzione MThI (2013)
- Inno a Demetra di Omero, Cerealia Festival, Museo Nazionale di Villa Giulia, produzione MThI (2013)
- Trincea di signore di S. Calamai, regia di Lydia Biondi (Latina 2015 / Teatro Mille Lire 2013)
- Madre sin Pañuelo di J. Palant, regia di Giovanni Morassutti, Centro culturale Artemia (2015)
- Mythos 3.0, produzione MThI (2015)
- L'anatra nella nebbia di A. Brancati, progetto Mythos 3.0, produzione MThI (2015)
- La vita non è un film di Doris Day, di M. Bellei, regia di Claudio Bellanti (2014-2016)